# 伊蒂絲·埃文斯
伊蒂絲·瑪莉·埃文斯女爵士，DBE（1888年2月8日—1976年10月14日），英國電影演員，曾獲得金球奖剧情类电影最佳女主角。